# Hans Kramer (homme politique)
Ne doit pas être confondu avec Hans Kramer (forestier).
Pour les articles homonymes, voir Kramer.
Hans Kramer (né le 9 juin 1903 à Augsbourg et mort le 6 février 1980) est un homme politique allemand (SPD).

## Biographie
Kramer effectue un apprentissage de tourneur de fer, étudie à des écoles commerciales puis travaille dans l'industrie. Il étudie les sciences politiques et l’économie à l’Université d’État prussienne de Harrisleefeld et créé sa propre entreprise. En juin 1933, Kramer est arrêté et, lorsque la guerre éclate en 1939, il est contraint de travailler comme tourneur dans l'industrie. À partir de 1943, il participe à la Seconde Guerre mondiale sur le front de l’Est.
En 1933, Kramer est brièvement membre du conseil municipal d'Augsbourg. De 1945 à 1964, il est président local du SPD à Augsbourg. Il est député de l'Assemblée constituante de l'État en 1946 et député du Parlement de l'État de Bavière de 1946 à 1970.